# Тасагар
Тасагар (рос. Тасагар) — село у Вілюйському улусі Республіки Сахи Російської Федерації.
Населення становить 563 особи. Належить до муніципального утворення Тасагарський наслег.

## Географія
Село розташоване на заході регіону, у східній частині Центральноякутської рівнини. У геоморфологічному відношенні знаходиться в межах давньої аллювіальної рівнини Вілюйського басейну. Ґрунтоутворювальні породи представлені алювіальними відкладеннями неоднорідного механічного складу, де переважають суглинки. У межах ґрунтового профілю вони чергуються шаруватими алювіальними відкладеннями, переважно піщаного механічного складу. Територія села належить до зони з помірною сейсмічною активністю.

### Клімат
| Клімат Тасагара           | Клімат Тасагара | Клімат Тасагара | Клімат Тасагара | Клімат Тасагара | Клімат Тасагара | Клімат Тасагара | Клімат Тасагара | Клімат Тасагара | Клімат Тасагара | Клімат Тасагара | Клімат Тасагара | Клімат Тасагара | Клімат Тасагара |
| Показник                  | Січ.            | Лют.            | Бер.            | Квіт.           | Трав.           | Черв.           | Лип.            | Серп.           | Вер.            | Жовт.           | Лист.           | Груд.           | Рік             |
| Середній максимум, °C     | −34,3           | −28             | −13,9           | −1,1            | 9,9             | 20,5            | 23,8            | 19,9            | 10,1            | −4,3            | −23,3           | −31,9           | −4              |
| Середня температура, °C   | −37,8           | −32,5           | −20,6           | −7,8            | 4,4             | 14,3            | 17,6            | 14,0            | 5,4             | −8,1            | −27             | −35,5           | −9              |
| Середній мінімум, °C      | −41,3           | −37             | −27,3           | −14,5           | −1,1            | 8,1             | 11,5            | 8,1             | 0,7             | −11,8           | −30,7           | −39             | −14             |
| Норма опадів, мм          | 11              | 8               | 9               | 11              | 21              | 37              | 47              | 38              | 33              | 26              | 19              | 15              | 275             |
| ------------------------- | --------------- | --------------- | --------------- | --------------- | --------------- | --------------- | --------------- | --------------- | --------------- | --------------- | --------------- | --------------- | --------------- |
| Джерело: climate-data.org |                 |                 |                 |                 |                 |                 |                 |                 |                 |                 |                 |                 |                 |

## Історія
Згідно із законом від 30 листопада 2004 року органом місцевого самоврядування є Тасагарський наслег.

## Населення
| 2002 | 2010 | 2012 | 2013 | 2014 | 2015 | 2016 |
| ---- | ---- | ---- | ---- | ---- | ---- | ---- |
| 571  | ↘544 | ↘536 | ↘532 | ↘516 | ↗540 | ↗552 |
| 2017 | 2018 |      |      |      |      |      |
| ↘549 | ↗563 |      |      |      |      |      |